# Petrofova jezera
Petrofova jezera (též Petrofova jezírka) je soustava vodních ploch na pomezí katastrálních území Třebeš a Vysoká nad Labem v okrese Hradec Králové. Většina z jezírek leží na potoku Biřička, který se za nimi vlévá do řeky Labe. Z části se také jedná o pozůstatky původního koryta Labe před jeho regulací počátkem 20. století. 
Jezera získala své jméno podle nedalekých luk zvaných „Petrofovky“, které byly spolu s okolními pozemky zakoupeny na přelomu 19. a 20. století továrníkem Antonínem Petrofem.
Mezi jezírky a řekou Labe se nachází trasa Hradubické labské cyklostezky.